# محمية الدوسري الطبيعية (قطر)
محمية الدوسري الطبيعية هي محمية طبيعية في دولة قطر، تقع في منطقة الخريب على بعد 7 كيلو متر من منطقة الشحانية وعلى بعد 50 كيلو متر من الدوحة. تشمل أنواع عديدة من الحيوانات بالإضافة إلى الاشجار النادرة والحدائق والمسطحات الخضراء، تعتبر من الاماكن المفضلة للعوائل والافراد في العُطَل ونهاية الاسبوع، وتعتبر مكان تلاقي الجاليات المقيمة في دولة قطر. وهي مشروع فردي أسسه محمد مطر الدوسري في العام 1980؛ وهي طيار قطري درس علوم الطيران في بريطانيا وأمريكا، ولكنه ترك مهنته ليتفرغ لمشروعة الخاصن الذي يهدف من خلاله إلى إثراء البيئة القطرية الصحراوية بالنباتات والحيوانات البرية.

## البدايات والتأسيس
بدأت في العام 1980 بجمع بعض من الطيور والقرود والنعام والغزلان وحيوانات من البيئة القطرية، في العام 1988، بدا صاحبها بالسفر في رحلات صيد إلى الدول الأفريقية والاسيوية والاوربية، لجلب بعض الحيوانات البرية. الآن المحمية تُعد من الأماكن السياحية التي يقصدها سكان دولة قطر والاجانب الذين يأتون إلى دولة قطر بغرض السياحة، فأصبحت تتوسع بشكل منتظم، حيث تضم الآن معرض المحنطات ويشمل على 50 حيوان وطائر وبعض حيوانات البيئة القطرية، من ضمن برامج المحمية زيارة ومشاهدة الحيوانات على الطبيعة بنظام السفاري، بالإضافة إلى ركوب الخيل، ركوب البوني، ركوب الجمال، سباق وركوب النعام والرماية ولبس الزي القطري في الخيمة للاجانب

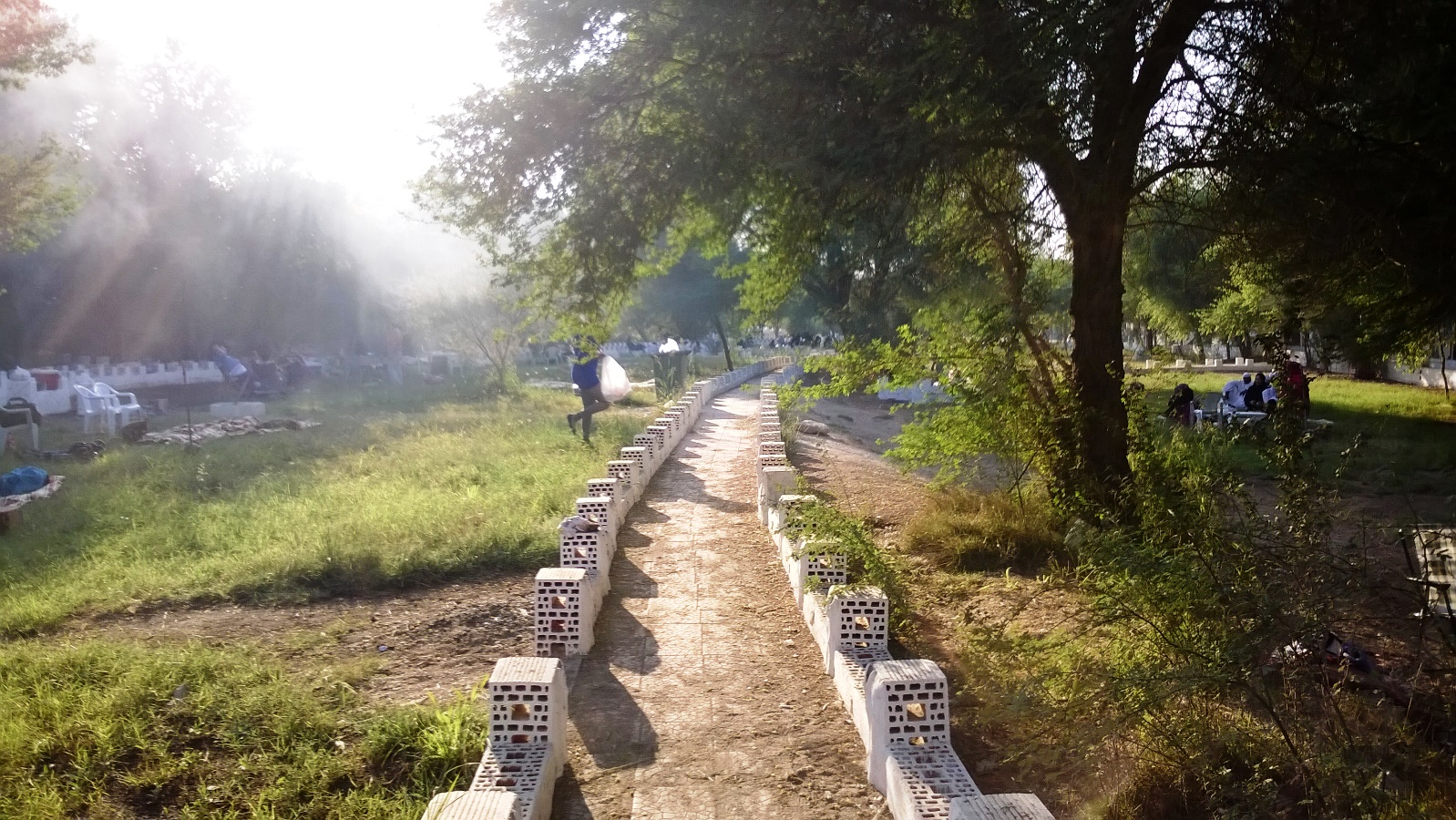
محمية الدوسري الطبيعية قطر

## أقسام المحميّة
تنقسم المحميّة ألى عدّة اقسام:
- قسم حديقة الحيوان؛ لحديقة : تشمل 40 حظيرة بها العديد من الحيوانات البرية كالغزلان والوعول والأيائل والنعام والعديد من الطيور المختلفة  قد تم جلبها من مختلف الدول الأفريقية والأسيوية وبعض حيوانات البيئة القطرية.
- الحديقة : بها تم زراعة العديد من الأشجار والمسطحات الخضراء، مزودة بشبكة ري حديثة، وذلك لإتاحة الفرص لإنبات الحشائش البرية وإتاحة الفرصة للحيوانات لمراع طبيعية وكذلك تحتوي على بعض الزواحف وبعض حيوانات البيئة القطرية وهي مشابهة لنظام السفاري وهناك نية لتربية طيور الحباري والكراوين.
- معرض المحنطات: ويشمل العديد من المحنطات المختلفة كالغزلان والنعام والطيور والزواحف وتم التركيز على حيوانات البيئة القطرية، وكذلك يتم الشرح فيه لطلبة المدارس والزوار.
- قسم ركوب الحيوانات: ويشمل عددا من الخيول والجمال والنعام لإتاحة الفرصة للزوار من كبار وصغار التمتع بركوب الحيوانات بأنواعها وأخذ الصور معها.
- قسم السباقات : والذي يهتم بتدريب الجمال والخيل والنعام على السباقات حيث تم إضافة سباق النعام والذي يعتبر الأول من نوعه في الوطن العربي .
- العيادات البيطرية : تقوم بمعالجة الحيوانات والطيور البرية بمختلف أنواعها وتشرف على تغذية الطيور والحيوانات وعمل الحجر البيطري والفحوصات بالنسبة للحيوانات الجديدة وعمل العمليات اللازمة لطيور البرية لمنعها من الطيران وكذلك تقدم الإرشاد للزوار ممن يملكون طيور وحيوانات برية.
- قسم التراث والمعلومات : وظيفة القسم الشرح للزوار على بعض الأدوات القديمة التراثية.
- قسم الرماية بالبندقية الهوائية وتعليم الزوار كيفية التعامل مع صقور الصيد وحملها.[5]